# Szerb ortodox kolostor és templom (Grábóc)
A grábóci szerb ortodox kolostor és templom (szerbül: Manastir Grabovac) a Tolna vármegyei Völgység egyik „világtól elzárt”, erdővel borított dombok között megbújó kisközségében Grábócon található, ahová 1580-ban érkeztek ortodox szerb szerzetesek a dalmáciai szerb Dragovity kolostorból. A faluban akkoriban már éltek a törökök elől korábban ide vándorolt szerb családok. A kolostor összes épülete 1994 óta ismét a magyarországi szerb ortodox egyház tulajdonában van. A hely több évszázadon át a „magyarországi szerb kultúra Athénje”, a magyarországi szerb ortodox papképzés központja volt.

## Története
A szerzetesek előbb fatemplomot, majd a budai pasa engedélyét megkapva kőtemplomot építettek (1587). 1593-tól elkezdték írni krónikájukat is, amelyben minden fontosnak vélt eseményt följegyeztek. A szerzetesek erdőt irtottak, igyekeztek termővé tenni a tájat. Orosz földről hoztak miseruhákat, egyházi könyveket, kegytárgyakat. 

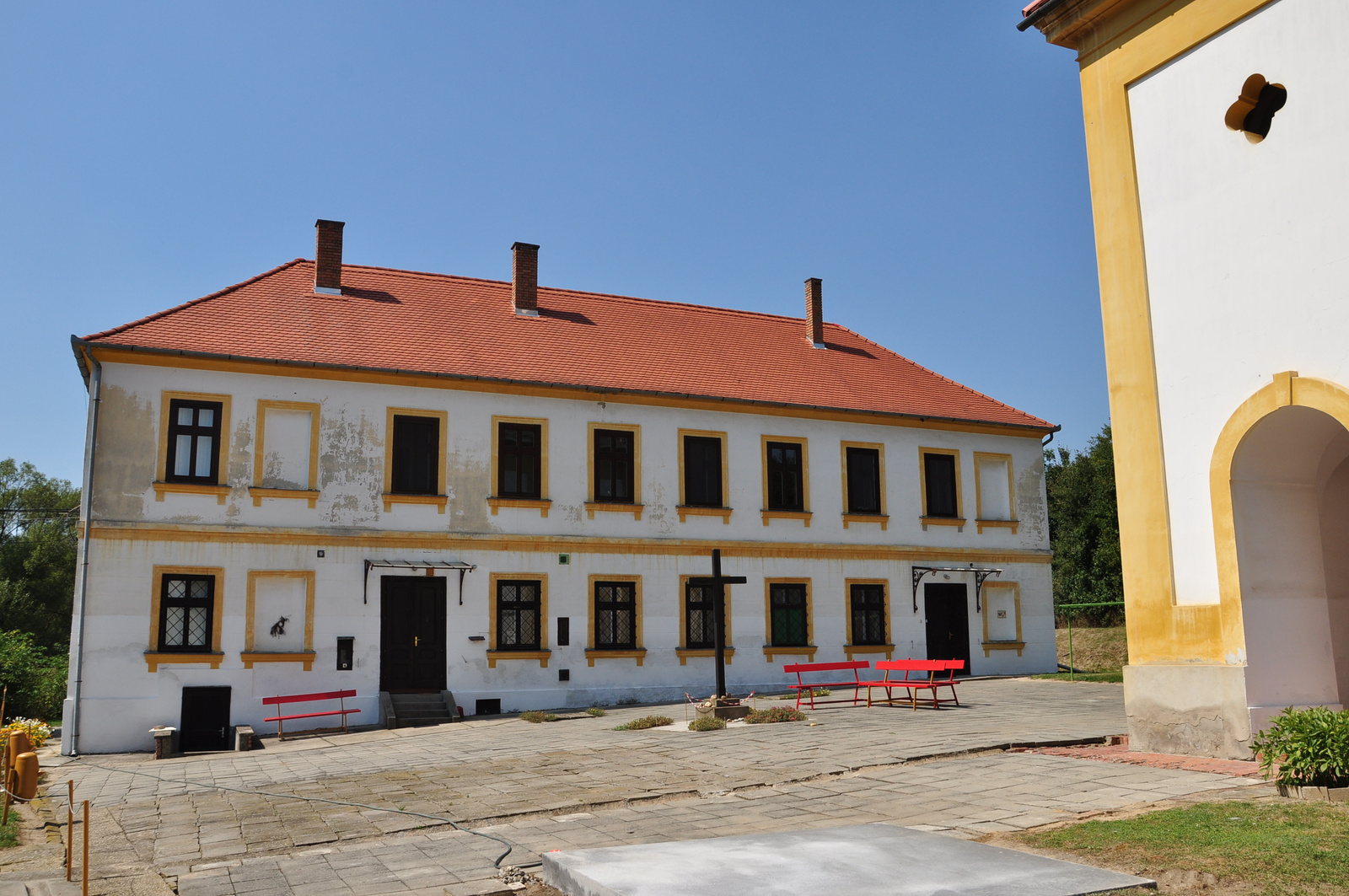
A kolostorépület

A 17. század elején, a 15 éves háború időszakában egy időre elnéptelenedett a kolostor, de új szerzetesi csoportok érkeztek (1619), s négy évtized múltán (1663) már hatvannál több szerzetes élt itt. Nem sokkal később viszont a törökök földúlták a kolostort és megölték a szerzeteseket (1667). De ismét újjáépült és benépesült. 1703-ban viszont szerb területre tértek vissza a szerzetesek, de 1711-ben sikerült őket visszacsalogatni, s ekkor ismét több újabb szerb család is megtelepedett. A lerombolt templom helyett fölépítették a ma is meglévő templomot (1736-1738), amelyhez tornyot is építettek (1761), s rövidesen elkészült az ikonosztáz is (1768). A ma is meglévő kolostorépület 1787-ben épült föl. 1785-ben fejeződött be a templom belső festése is.
A kolostorépületet 1895-ben átépítették, ekkor rejtették el az eredetileg nyitott oldalfolyosókat. A második világháború után az egyházpolitika nem kedvezett a működésnek, a kolostor épületét például az 1960-as években átalakították szociális otthonná.
1981 és 1987 között az addigra teljesen lepusztult, már-már életveszélyes állapotban lévő templomot és a kolostorépületet is teljesen renoválták. 1994 óta a teljes kolostorépület a szerb egyház használatában van, de már nem képeznek szerzeteseket; az utolsó 1977-ben halt meg.

## Építészete
Patakon átívelő kőhídon át vezet az út az egyemeletes kolostorhoz. Attól jobbra látható a kútház. A kolostortól keletre emelkedik a templom. A kolostorépület két szobájában működött a szerb egyházi hivatal, mielőtt 2008 nyarán teljesen megüresedett. A templom berendezése a 18. századi magyarországi ortodox egyházművészet különleges értékű alkotása. Legfőbb dísze az ikonosztáz.
Az értékes műemlék kisebb javításai (1922, 1969) után teljes helyreállításra is sor került (1981-1987).